# 愛知県立三好特別支援学校
愛知県立三好特別支援学校（あいちけんりつ みよしとくべつしえんがっこう）は、愛知県みよし市打越町山ノ神にある公立特別支援学校。みよし市だけでなく、周辺の長久手市や日進市などに在住する知的障害児も受け入れている。

## 沿革
- 1975年（昭和50年）4月 - 愛知県立春日台養護学校の分校から、愛知県立三好養護学校として独立開校[1]
- 2014年（平成26年) 4月 - 愛知県立三好特別支援学校に校名変更
- 2018年（平成30年) 4月 - 愛知県立大府もちのき特別支援学校開校により、通学区域のうち豊明市がもちのき特別支援学校へ移管される[2]
- 2019年 (平成31年)  4月 - 愛知県立瀬戸つばき特別支援学校開校により、通学区域のうち長久手市・豊田市一部地域が瀬戸つばき特別支援学校へ移管される

## 学部
- 小学部
- 中学部
- 高等部

## 校訓
- 『すこやかに　ゆたかに　ねばりづよく』

## 通学区域
出典
- 豊田市 一部
- 日進市
- みよし市
- 長久手市（2018年度まで）
- 東郷町
- 豊明市（2017年度まで）